# Sylviornithidae
Sylviornithidae es un clado extinto de aves no voladoras, conocido a partir de huesos subfósiles encontrados en depósitos del Holoceno en las islas melanésicas de Nueva Caledonia y Fiyi. Durante muchos años se consideró una familia monotípica que consistía únicamente en el Sylviornis de Nueva Caledonia, pero estudios recientes muestran que el Megavitiornis de Fiyi también formaba parte de este clado. Considerado durante mucho tiempo con afinidades con otros Galliformes, un estudio de 2016 sugirió que estaban fuera del Grupo terminal Galliformes, mientras que un estudio de 2024 sugirió que eran miembros del Grupo terminal Galliformes como más estrechamente relacionados con Phasianoidea que con Megapodiidae, como también con los extintos gastornítidos gigantes.